# Holy Man
Holy Man es una película estadounidense de 1998 dirigida por Stephen Herek e interpretada por Eddie Murphy, Jeff Goldblum y Kelly Preston. La película es una comedia crítica al consumismo y el fanatismo.

## Sinopsis
Ricky Hayman (Jeff Goldblum) y Kate Newell (Kelly Preston) trabajan en Good Buy Shopping Network, un canal de venta de productos para el hogar dirigido por John McBainbridge (Robert Loggia). Las ventas han disminuido en los últimos dos años bajo la dirección de Ricky, y Kate fue contratada para presentar nuevas ideas. Ricky ve a Kate como una amenaza y también expresa su disgusto por él. Sin embargo, John le ha dado a Ricky un ultimátum para aumentar las ventas, o correr el riesgo de perder su trabajo.
Mientras conduce un día y al pinchársele un neumático, Ricky y Kate se encuentran con un hombre carismático y extraño que se hace llamar "G" (Eddie Murphy). G tiene un inusual uso de túnicas blancas y está perpetuamente feliz y sonriente. Parece darse cuenta de lo preocupado que está Ricky, y los sigue hasta el estudio de Good Buy. G entra al conjunto de un infomercial que en ese momento vendía una motosierra, y mientras está en el aire hace una inesperada acción que los productores creen que es una locura. Sin embargo, aumenta el número de llamadas con clientes que desean comprar algo. Kate se da cuenta de esto y obtiene su propio lugar en la red que vende artículos. Mientras tanto, la antipatía mutua entre Ricky y Kate se desvanece y comienzan a expresar interés romántico el uno al otro.
Los infomerciales de G son en su mayoría anécdotas o pensamientos espontáneos sobre la vida, pero los clientes se conectan con él e incluso los artículos de movimiento más lento comienzan a venderse. Mientras se hospeda en la casa de Ricky, ingresa en una fiesta de hombres de negocios y muestra su talento al hacer que un reloj Rolex "desaparezca" y curar a otro hombre de su miedo a volar. Ricky comienza a comercializar el nombre de G en otros artículos para aumentar las ventas. Él quiere darle a G su propio espectáculo, pero el entorno de trabajo estresante y la multitud de fanáticos que quieren conocerlo comienzan a pasar factura. G ya no es el hombre feliz e inspirador que alguna vez fue, y cuando Kate intenta convencer a John para que deje que G abandone la red, él se niega y ella renuncia por desacato. Ricky cosecha los beneficios del aumento de las ventas, recibiendo una gran promoción y una nueva oficina. Sin embargo, las recompensas parecen huecas debido al letargo de G y el rechazo de Kate hacia él.
La noche del estreno del nuevo espectáculo de G, Ricky se busca a sí mismo y decide que dejar ir a G es la elección correcta. Anuncia su decisión en vivo al público del estudio y a su jefe. Kate oye su decisión y perdona a Ricky, corriendo de regreso al estudio para estar con él. Tienen una reunión romántica en el aire, y el espectáculo ha terminado. Después, Ricky y Kate se despiden del totalmente recuperado G, que se aleja en la distancia para continuar su peregrinación.

## Reparto
- Eddie Murphy como G.
- Jeff Goldblum com Ricky Hayman.
- Kelly Preston como Kate Newell.
- Robert Loggia como John McBainbridge.
- Jon Cryer como Barry.
- Eric McCormack como Scott Hawkes.
- Jennifer Bini Taylor como la chica de la tina caliente.
- Adriana Cataño como presentadora de TV.
- Eugene Levy como el chico en el fondo de la TV.

- Datos: Q1194078